# Veľké Orvište
Veľké Orvište és un poble i municipi d'Eslovàquia que es troba a la regió de Trnava, a l'oest del país.

## Història
La primera menció escrita de la vila es remunta al 1113.

## Demografia
| Godina             | 1994 | 2004   | 2014   | 2024   |
| ------------------ | ---- | ------ | ------ | ------ |
| Nombre de persones | 952  | 1004   | 1073   | 1046   |
| Diferència         |      | +5,46% | +6,87% | −2,51% |

| Godina             | 2023 | 2024   |
| ------------------ | ---- | ------ |
| Nombre de persones | 1029 | 1046   |
| Diferència         |      | +1,65% |